# Бирюков, Денис Сергеевич
Денис Сергеевич Бирюков (род. 8 декабря 1988, Волгоград) — российский волейболист, доигровщик сосновоборского «Динамо-ЛО» и сборной России, мастер спорта международного класса (2013).

## Карьера
В детстве Денис Бирюков тренировался в СДЮСШОР № 2 города Белгорода у родителей Сергея Тетюхина. В 2005 году вошёл в состав команды «Локомотив-Белогорье»-2, выступавшей в первой лиге чемпионата России, а по окончании сезона был вызван в молодёжную сборную. С ней Денис выиграл золото на чемпионате Европы 2006 года в Казани и стал серебряным призёром мирового первенства 2007 года в Мексике.
В сезоне-2008/09 Денис Бирюков вместе с партнёрами по молодёжной команде Сергеем Багреем, Дмитрием Ильиных и Дмитрием Красиковым начал на регулярной основе играть в Суперлиге — за дочернюю команду белгородского клуба «Металлоинвест», а в июле 2009 года стал победителем Универсиады в Белграде. Своей игрой на Универсиаде Денис привлёк внимание главного тренера национальной сборной Даниэле Баньоли, включившего молодого доигровщика в заявку на чемпионат Европы. 3 сентября 2009 года в Стамбуле Бирюков провёл свой первый в карьере матч за сборную России, встречавшуюся в тот день с эстонцами.
С сезона-2009/10 Денис Бирюков защищал цвета «Локомотива-Белогорья», но потеряв место в стартовом составе, в январе 2011 года на правах аренды перешёл в «Газпром-Югру» и явно усилил сургутскую команду. Свои лучшие качества он проявил в том же году и в матчах за сборную. В её составе Денис выиграл Мировую лигу и Кубок мира, стал вторым по количеству набранных за сезон очков после диагонального Максима Михайлова. Специалисты отметили богатый тактический арсенал Бирюкова, умело чередующего силовые атаки с откручиваниями мяча от рук блокирующих, разнообразными накатами и скидками.
С осени 2011 года Денис Бирюков выступал за новосибирский «Локомотив», с которым в марте 2013 года выиграл Лигу чемпионов, с 23 очками став самым результативным игроком финального матча против итальянского «Кунео». Спустя три месяца он перешёл в московское «Динамо». В составе столичной команды Денис трижды становился призёром чемпионатов России, а в апреле 2015 года также завоевал Кубок Европейской конфедерации волейбола.
Тем временем карьера в сборной России у Бирюкова складывалась менее успешно: в 2012 году он сыграл только в трёх матчах Мировой лиги, в 2013-м присоединился к национальной команде после победы на Универсиаде в Казани в составе студенческой сборной, где был капитаном, выступил на Мемориале Вагнера, но не попал в заявку на чемпионат Европы. И всё же в 2014 году, по-новому раскрывшись в московском «Динамо», Денис вернулся в сборную и сыграл на Мировой лиге и чемпионате мира в Польше.
По окончании сезона-2016/17 Денис Бирюков перешёл из «Динамо» в «Белогорье», но из-за травмы, полученной во время выступления за сборную, белгородский клуб приостановил с ним контрактные отношения и предложил, по словам спортивного директора «Белогорья» Тараса Хтея, минимальную ставку и возможность пройти реабилитацию. Бирюков заявил, что руководство «Белогорья», узнав о травме, разорвало с ним контракт и в дальнейшем не оказывало никакой поддержки. Послеоперационную реабилитацию Денис проходил в московском «Динамо», а в ноябре 2017 года пополнил состав самарской «Новы».
В декабре 2018 года в связи с возникшими у «Новы» финансовыми проблемами покинул самарскую команду и перешёл в сосновоборское «Динамо-ЛО». В сезоне-2019/20 выступал за уфимский «Урал», а в мае 2020 года вернулся в «Динамо-ЛО».

## Достижения

### Со сборными России
- Победитель Мировой лиги (2011).
- Серебряный призёр Мировой лиги (2010).
- Обладатель Кубка мира (2011).
- Победитель Всемирной Универсиады (2009, 2013).
- Серебряный призёр чемпионата мира среди молодёжных команд (2007).
- Чемпион Европы среди молодёжных команд (2006).

### В клубной карьере
- Серебряный (2009/10, 2015/16, 2016/17) и бронзовый (2014/15) призёр чемпионата России.
- Обладатель Кубка России (2011), финалист (2013) и бронзовый призёр (2015) Кубка России.
- Победитель Лиги чемпионов (2012/13).
- Обладатель Кубка Европейской конфедерации волейбола (2014/15).

### Личные
- Участник Матчей звёзд России (2012, 2013, декабрь 2014).

## Награды
- Почётная грамота Президента Российской Федерации (19 июля 2013 года) — за высокие спортивные достижения на XXVII Всемирной летней универсиаде 2013 года в городе Казани[14]